# San Vito al Tagliamento
San Vito al Tagliamento (friuli nyelven San Vît dal Tiliment) település Olaszországban, Friuli-Venezia Giulia régióban, Pordenone megyében. Lakosainak száma 15 187 fő (2023. január 1.). San Vito al Tagliamento Camino al Tagliamento, Chions, Codroipo, Fiume Veneto, Morsano al Tagliamento, Sesto al Reghena, Valvasone Arzene és Casarsa della Delizia községekkel határos.

## Népesség
A település lakossága az elmúlt években az alábbi módon változott:
| Lakosok száma | 15 034 | 15 063 | 15 187 |
|               | 2017   | 2018   | 2023   |

## Híres szülöttjei
- Bryan Cristante olasz–kanadai labdarúgó